# Gisekia
Gisekia — рід квіткових рослин. Це єдиний рід родини Gisekiaceae. Родину було визнано в системі APG II (2003) і віднесено до порядку Caryophyllales. Це є зміною проти системи APG (1998), яка не визнавала родину.
Рід був названий Карлом Ліннеєм на честь Пауля Дітріха Ґізеке (1741–1796), німецького ботаніка, який навчався у нього, і який пізніше опублікував свої нотатки до лекцій Ліннея під назвою Praelectiones in Ordines Naturales Plantarum (1792).
Рід Gisekia містить 7 видів, які ростуть майже по всій Африці (у т. ч. на Мадагаскарі) й на півдні Азії (від Синаю до Хайнаню).